# Yamaha YZF-R125
Yamaha YZF-R125 – japoński motocykl sportowy należący do serii R produkowany przez Yamaha Motor Company. Stylizowany na Yamaha YZF-R6.

## Historia
Premiera nowej Yamahy serii R o pojemności 125 nastąpiła w 2007 roku. Czterosuwowa jednostka napędowa zasilana była poprzez nowoczesny wtrysk paliwa, korzystanie z mocy dokonywane było za pośrednictwem 6-stopniowej skrzyni biegów. Jednostka wyposażona była w przednie tarcze hamulcowe o średnicy 292 mm wraz z zaciskiem Brembo.
W roku 2014 zmieniono:
- Wlot powietrza między reflektorami
- Widelec upside-down o dużej sztywności
- Nowy Układ wtrysku paliwa
- Lekkie koła sportowe ze szprychami w kształcie litery Y
- Zastosowano zaawansowany, radialny przedni zacisk hamulcowy z pływającą tarczą
- Zmodyfikowano układ tylnego zawieszenia zwiększający komfort
- Dźwignia hamulca tylnego i zmiany biegów z kutego aluminium
- opcjonalny systemem ABS

## Informacje szczegółowe
| Rok produkcji               | Od 2008                                              |
| Silnik i napęd              |                                                      |
| Pojemność skokowa           | 124.73                                               |
| Typ silnika                 | Jednocylindrowy                                      |
| Ilość suwów                 | 4                                                    |
| Moc maksymalna              | 14.75 KM (10.8 kW) przy 9000 obr./min                |
| Moment obrotowy             | 12.24 Nm przy 8000 obr./min                          |
| Stopień sprężania           | 11.2:1                                               |
| Średnica cylindra           | 52.0 mm                                              |
| Skok tłoka                  | 58.6 mm                                              |
| Zasilanie                   | Wtrysk paliwa                                        |
| Liczba zaworów              | 4                                                    |
| Układ rozrządu              | SOHC (VVT)                                           |
| Zapłon                      | Elektroniczny                                        |
| Rozruch                     | Elektryczny                                          |
| Smarowanie                  | Ciśnieniowe z mokrą misą olejową                     |
| Chłodzenie                  | Ciecz                                                |
| Przeniesienie napędu        | Łańcuch                                              |
| Sprzęgło                    | Mokre, wielotarczowe                                 |
| Waga i wymiary              |                                                      |
| Waga motocykla z płynami    | 138,0 kg                                             |
| Waga motocykla bez płynów   | 126,5 kg                                             |
| Wysokość siodła             | 818 mm                                               |
| Wysokość całkowita          | 970 mm                                               |
| Długość całkowita           | 2015 mm                                              |
| Szerokość całkowita         | 660 mm                                               |
| Prześwit                    | 155 mm                                               |
| Rozstaw osi                 | 1355 mm                                              |
| Podwozie                    |                                                      |
| Typ ramy                    | Stalowa                                              |
| Wyprzedzenie                | 86 mm                                                |
| Zawieszenie przednie        | Widelec teleskopowy                                  |
| Skok zawieszenia przedniego | 130 mm                                               |
| Zawieszenie tylne           | Wahacz wleczony, aluminiowy                          |
| Skok zawieszenia tylnego    | 125 mm                                               |
| Rama                        | Deltabox                                             |
| Opona przednia              | 100/80-M17                                           |
| Opona tylna                 | 130/70-M17                                           |
| Hamulec przedni             | Hydrauliczny tarczowy, jedna tarcza, średnica 292 mm |
| Hamulec tylny               | Hydrauliczny tarczowy, jedna tarcza, średnica 230 mm |
| Osiągi                      |                                                      |
| 0-100 km/h                  | 15s                                                  |
| Prędkość maksymalna         | 130 km/h                                             |
| Pozostałe                   |                                                      |
| Bak paliwa                  | 13.8 litra                                           |
| Ilość oleju                 | 1.15 litra                                           |
| Wersje kolorystyczne        | Czerwony, niebieski, czarny, żółty                   |